# Пие ноар
Пие ноар (на френски: Pieds-Noirs, букв. „чернокраки“) са французи и други европейци, които се изселват от Алжир в резултат на Алжирската война (1954 – 1962).
Първоначално пие ноар се наричат всички европейски заселници във Френска Северна Африка, но след войната в Алжир, където те са най-многобройни, наименованието обикновено се използва за изселниците от тази страна. В навечерието на войната в Алжир живеят около 1 милион французи и други европейци, много от тях потомци на заселници още от XIX век. По време на войната и след създаването на независим Алжир те са подложени на дискриминация и преследвания и само през 1962 година около 800 хиляди души напускат страната, а в края на 60-те години там са останали около 50 хиляди.
Основната част от пие ноар се установяват във Франция, главно в големите градове и в южните части на страната, където заселването им е основен фактор за бързия икономически растеж на Прованс и Лангедок-Русийон. Днес броят на потомците на пие ноар във Франция се оценява на около 3,2 милиона души.